# Minas de Riotinto
Minas de Riotinto est une commune de la province de Huelva dans la communauté autonome d'Andalousie en Espagne.

## Géographie
La commune de Minas de Riotinto est située à 74 km au nord-est de Huelva.

## Administration
| Période                                  | Période  | Identité                   | Étiquette | Qualité |
| ---------------------------------------- | -------- | -------------------------- | --------- | ------- |
|                                          |          |                            |           |         |
| 2015                                     | En cours | Rosa María Caballero Muñoz | PPA       |         |
| Les données manquantes sont à compléter. |          |                            |           |         |

## Culture locale et patrimoine

### Lieux et monuments
- Église Santa Barbara.

### Personnalités liées à la commune
- Ricardo Baroja (1871-1953) : peintre, graveur et écrivain, né à Minas de Riotinto;
- Nieves González Barrio (1884-1965) : pédiatre, née à Minas de Riotinto[1];
- Manolo de Huelva (1892-1976) : guitariste de flamenco né à Minas de Riotinto ;
- Gabriel Cruz Santana (1964-) : maire de Huelva, né à Minas de Riotinto ;
- José Carlos Fernández Vázquez (1987-) : footballeur né à Minas de Riotinto.